# Ernest de Jonquières
Pour les articles homonymes, voir Jonquières.
Jean Philippe Ernest de Fauque de Jonquières, né le 3 juillet 1820 à Carpentras et mort le 12 août 1901 à Mouans-Sartoux, est un amiral, mathématicien et homme de lettres français.

## Biographie

### Famille
Il est le fils de Jean-Baptiste-Eugène de Fauque de Jonquières (capitaine de vaisseau, chevalier de la Légion d'honneur), et le père de l'amiral Eugène de Jonquières (1850-1919).

### Carrière militaire
Major de l'École navale en 1837, il a participé aux campagnes d'Afrique (1841), de Crimée (1853), d'Adriatique (1858), du Mexique (1861), de Cochinchine (1866), en Mer du Nord/Baltique (1870).
Il a été nommé préfet maritime de Rochefort (octobre 1879-avril 1881).

## Publications
- Théorie élémentaire du mouvement de la toupie d'après la méthode de Poinsot, dans Mémoires de l'Académie des sciences de l'Institut de France, Gauthier-Villars, Paris, 1888, tome 44, p. 1-27 (lire en ligne) ;
- Lettre à Monsieur Chasles sur une question en litige [1].

## Distinctions
Plusieurs distinctions dont :

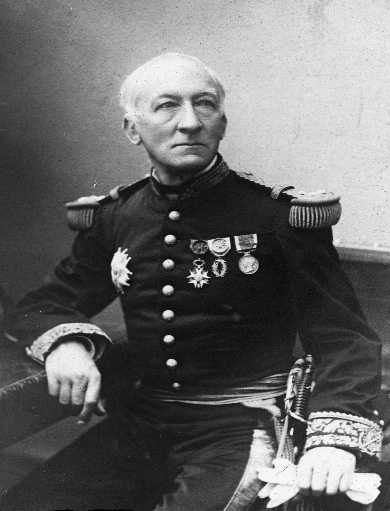

- Grand officier de la Légion d'honneur.
- Membre de l'Académie des sciences (1884) -
- Grand prix de l'Institut de France.